# 10355 Kojiroharada
10355 Kojiroharada este un asteroid din centura principală de asteroizi.

## Descriere
10355 Kojiroharada este un asteroid din centura principală de asteroizi. A fost descoperit pe 15 martie 1993 la Kitami de Kin Endate și Kazuro Watanabe. Asteroidul prezintă o orbită caracterizată de o semiaxă mare de 2,29 ua, o excentricitate de 0,05 și o înclinație de 7,2° în raport cu ecliptica.